# CMA CGM Fort St Pierre
Le CMA CGM Fort St Pierre est un navire de la flotte française naviguant sous le Registre international français (RIF) et ayant comme ligne régulière France – Caraïbes .

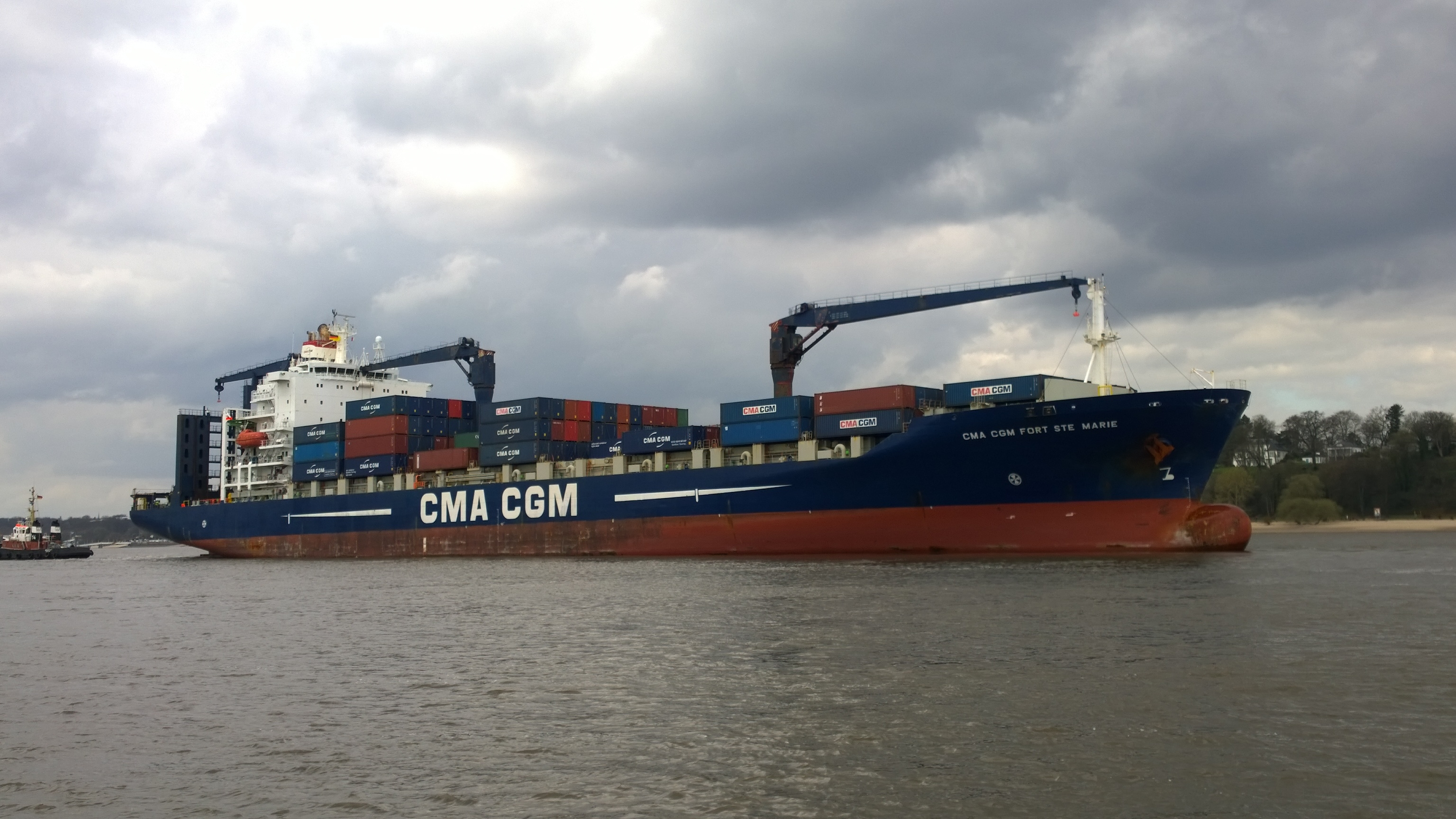
CMA CGM Fort Ste Marie sur le fleuve Elbe, avec comme port de destination Hambourg.

Il mesure 200 m de longueur et fait la rotation vers l'Europe et les Caraïbes en environ un mois et demi  .
Trois autres navires identiques font exactement le même trajet : les CMA CGM Fort St Georges, Fort St Louis et Fort Ste Marie.
Ils ont tous été construits dans les chantiers navals chinois, et en sont sortis en 2003.
La liste des escales habituelles depuis la France vers les Caraïbes  est la suivante : Le Havre - Kingston - Santo Tomas de Castilla - Puerto Cortez - Puerto Limon - Kingston - Rotterdam - Londres - Hambourg - Anvers - Le Havre
La CMA CGM, première compagnie maritime française et troisième compagnie mondiale pour le conteneur compte environ 360 navires.

## Source
- Fiche du navire, sur CMA CGM